# Joe Chrest
Joe Chrest est un acteur américain, né le 15 septembre 1965 à Saint Albans, en Virginie-Occidentale, aux (États-Unis).

## Filmographie

### Cinéma
- 1993 : King of the Hill : Ben
- 1993 : L'Affaire Pélican : l'homme qui chante et qui danse au bar
- 1995 : À fleur de peau : M. Rodman
- 1997 : Clockwatchers : le détective
- 1998 : Yukie : Michael
- 1998 : Dangerous Proposition : Mark
- 1998 : Hors d'atteinte : Andy
- 1999 : Lush : Greg
- 2000 : Erin Brockovich, seule contre tous : Tom Robinson
- 2000 : Auggie Rose : Rhineback
- 2002 : Full Frontal : l'homme au sex shop
- 2002 : Le Cercle : le médecin
- 2003 : Le Maître du jeu : Owens
- 2004 : Aviator : le directeur de la photographie
- 2005 : La Porte des secrets : le pharmacien
- 2007 : Ocean's Thirteen : le manager de Fender Roads
- 2008 : Le Secret de Lily Owens : M. Forrest
- 2008 : Miracle à Santa Anna : Doyle Ellis
- 2008 : Who Do You Love? : Malcolm Chisholm
- 2009 : I Love You Phillip Morris : le père de Steven
- 2009 : The Informant! : le visiteur
- 2009 : The Blind Side : le coach Clemson
- 2010 : Welcome to the Rileys : Jerry
- 2010 : Louis : Tom Anderson
- 2010 : Red : le détective dans la maison de retraite
- 2010 : Secretariat : le journaliste sportif
- 2010 : Un catcheur au grand cœur : l'inspecteur
- 2011 : Hell Driver : un passager
- 2011 : World Invasion: Battle Los Angeles : Sergent John Roy
- 2011 : Maskerade : un électricien
- 2011 : That's What I Am : M. Clear
- 2011 : Love, Wedding, Marriage : John
- 2011 : Le Pacte : détective Rudeski
- 2011 : La Famille Pickler : le fan de beurre
- 2011 : Killing Fields : Salter
- 2011 : Jeff, Who Lives at Home : Paul
- 2012 : 21 Jump Street : David Schmidt
- 2012 : Battleship : le contrôleur JPL
- 2012 : The Lucky One : Député Moore
- 2012 : Cogan: Killing Them Softly : l'agent en costume
- 2012 : Sur la route : un policier de Virginie
- 2012 : Moi, député : une personne du public de Rainbowland
- 2012 : The Baytown Outlaws : l'agent ATF
- 2012 : Love Coach : le stagiaire
- 2013 : King of Herrings : le professeur
- 2013 : Le Dernier Exorcisme 2 : le pasteur
- 2013 : G.I. Joe : Conspiration : le chef d'équipe
- 2013 : Insaisissables : l'agent d'Elkhorn Janitor
- 2013 : The Hot Flashes : le père de Millie
- 2013 : Le Majordome : Usher blanc
- 2013 : Old Boy : Johnny et l'homme schizophrène
- 2013 : Homefront : l'agent de la DEA
- 2014 : Barefoot : un patrouilleur
- 2014 : 22 Jump Street : David Schmidt
- 2014 : Black or White : Dave
- 2014 : Braquage à l'américaine : Capitaine Sullivan
- 2015 : Diversion : un bijoutier
- 2015 : Ant-Man : Frank
- 2015 : I Saw the Light : Oscar Davis
- 2015 : Hunger Games : La Révolte, partie 2 : Mitchell
- 2016 : Like Son : Jeff Rugger
- 2016 : Showing Roots : Fuzzy Canaday
- 2016 : Cold Moon : Charles Darrish
- 2016 : Free State of Jones : James Eakins
- 2016 : LBJ : McGeorge Bundy
- 2016 : Deepwater : Sims
- 2017 : Mary : Kevin Larsen
- 2018 : Assassination Nation : Lawrence
- 2018 : The Front Runner : Ira Wyman
- 2019 : The Dirt de Jeff Tremaine : David Lee
- 2019 : The Perfect Date : Jerry Lieberman
- 2020 : Les Tourtereaux (The Lovebirds) de Michael Showalter
- 2024 : Lisa Frankenstein de Zelda Williams : Dale
- 2024 : To The Moon (Fly Me to the Moon) de Greg Berlanti : le sénateur Vanning
- 2024 : Saturday Night de Jason Reitman : Herb Sargent

### Télévision
- 1993 : New York, police judiciaire : Lieutenant Charles Bates (1 épisode)
- 1994 : La Vie de famille : Officier Carmichael (1 épisode)
- 1994 : Columbo : Mercer (1 épisode)
- 1995 : Fallen Angels : Dino (1 épisode)
- 1996 : The Lottery : Député Jeff Simmons
- 1996 : Nash Bridges : Kevin McMillan (1 épisode)
- 1996 : Millennium : Raymond Dees (1 épisode)
- 1998 : Chicago Hope : La Vie à tout prix : Judas (1 épisode)
- 2000 : Les Anges du bonheur : Joe (1 épisode)
- 2001 : Unité 9 : Derek Santos (1 épisode)
- 2004 : Les Experts : Al Maguire (1 épisode)
- 2004 : Deadwood : Persimmon Phil (1 épisode)
- 2004 : Star Trek: Enterprise : le patron du bar (1 épisode)
- 2005 : Médium : Henry Yellen (1 épisode)
- 2005 : Surface : l'ami de Rich (1 épisode)
- 2006 : Thief : Art Luster (1 épisode)
- 2007 : K-Ville : Détective Ray McPherson (1 épisode)
- 2010 : Les Frères Scott : l'investisseur (1 épisode)
- 2010 : "House of Bones de Jeffery Scott Lando : Quentin French
- 2012 : Breakout Kings : Détective Estes (2 épisodes)
- 2012 : Treme : James Townsend (2 épisodes)
- 2014 : Nashville : Ed Marshall (1 épisode)
- 2014 : True Detective : Détective Demma (5 épisodes)
- 2016-2017 : Stranger Things : Ted Wheeler (12 épisodes)
- 2016 : Une amitié contre les préjugés (téléfilm) : Fuzzy Canaday
- 2017 : Sun Records : Vernon Presley (7 épisodes)